# Moisés Dueñas

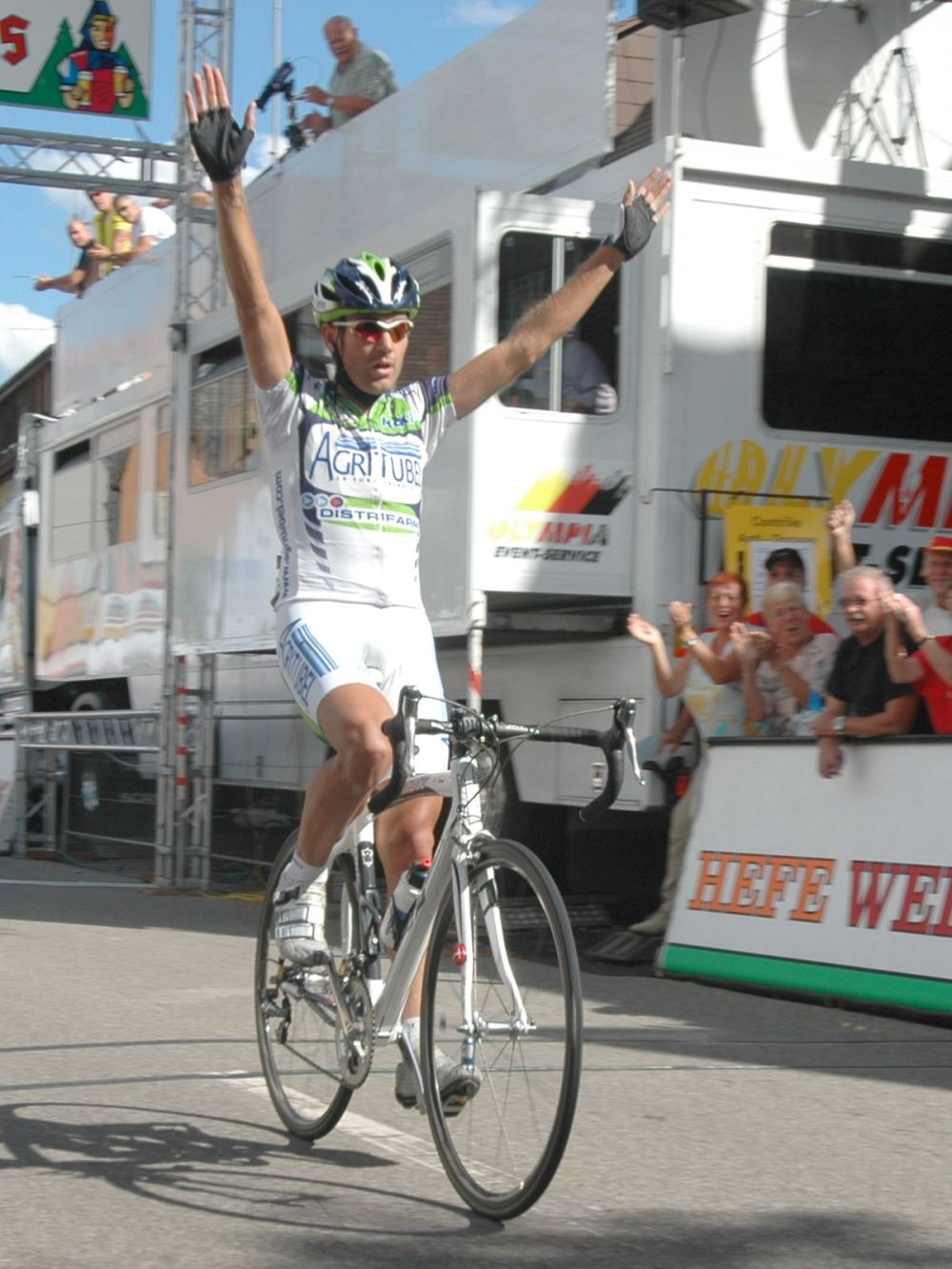
Moisés Dueñas Nevado

Moisés Dueñas Nevado (Salamanca, 10 mei 1981) is een Spaans voormalig wielrenner.

## Carrière
Moisés Dueñas, beroepsrenner sinds 2004, boekte in 2002 een ritzege in de Circuito Montañés, een belangrijke Spaanse wedstrijd voor veel beloften en talentvolle jonge renners. In het eindklassement van deze ronde eindigde hij als derde. 
In 2004 kon Dueñas aan de slag bij Relax-Bodysol, waar hij 2 jaar bleef rijden. Hij behaalde voor deze ploeg geen overwinningen, maar reed in 2004 wel een goede Ronde van de Toekomst (4e in het eindklassement). In 2005 reed hij de Ronde van Spanje, met een 46e plaats in het eindklassement tot gevolg.
In 2006 veranderde Dueñas van werkgever, hij ging voor het Franse Agritubel koersen. In zijn eerste jaar voor de Franse pro-continentale formatie behaalde Dueñas de eindzege in de Ronde van de Toekomst. Op dat moment was de renner echter al 25. In 2007 won hij een rit en het eindklassement van de Duitse continentale rittenkoers Regio Tour.
In 2008 kwam hij voor Team Barloworld uit. Sinds augustus van dat jaar koerste ook zijn jongere broer Héctor voor die ploeg.
Dueñas nam in 2008 deel aan de Ronde van Frankrijk. Op 16 juli 2008 werd bekend dat hij na de vierde etappe, een tijdrit, betrapt was op het gebruik van epo. Hij werd door zijn ploeg Team Barloworld uit de Ronde van Frankrijk gezet en zijn contract werd niet verlengd. Sinds 2012 rijdt hij voor Burgos BH-Castilla y León.

## Belangrijkste overwinningen
2002
3e etappe Circuito Montañés
2006
6e etappe Ronde van de Toekomst
Eindklassement Ronde van de Toekomst
2007
2e etappe Regio Tour
Eindklassement Regio Tour
2010
1e etappe Cinturó de l'Empordà
2012
4e etappe Ronde van León

## Resultaten in voornaamste wedstrijden
| Jaar | Ronde van Italië | Ronde van Frankrijk | Ronde van Spanje |
| ---- | ---------------- | ------------------- | ---------------- |
| 2005 |                  |                     | 46e              |
| 2006 |                  | 60e                 |                  |
| 2007 |                  | 39e                 |                  |
| 2008 |                  | uitgesloten         |                  |

| Jaar | Amstel Gold Race | Luik-Bast.‑Luik | Waalse Pijl |
| ---- | ---------------- | --------------- | ----------- |
| 2005 |                  |                 |             |
| 2006 |                  | opgave          | 126e        |
| 2007 |                  |                 |             |
| 2008 | 83e              | 45e             | 22e         |